# Hilmi Ibar

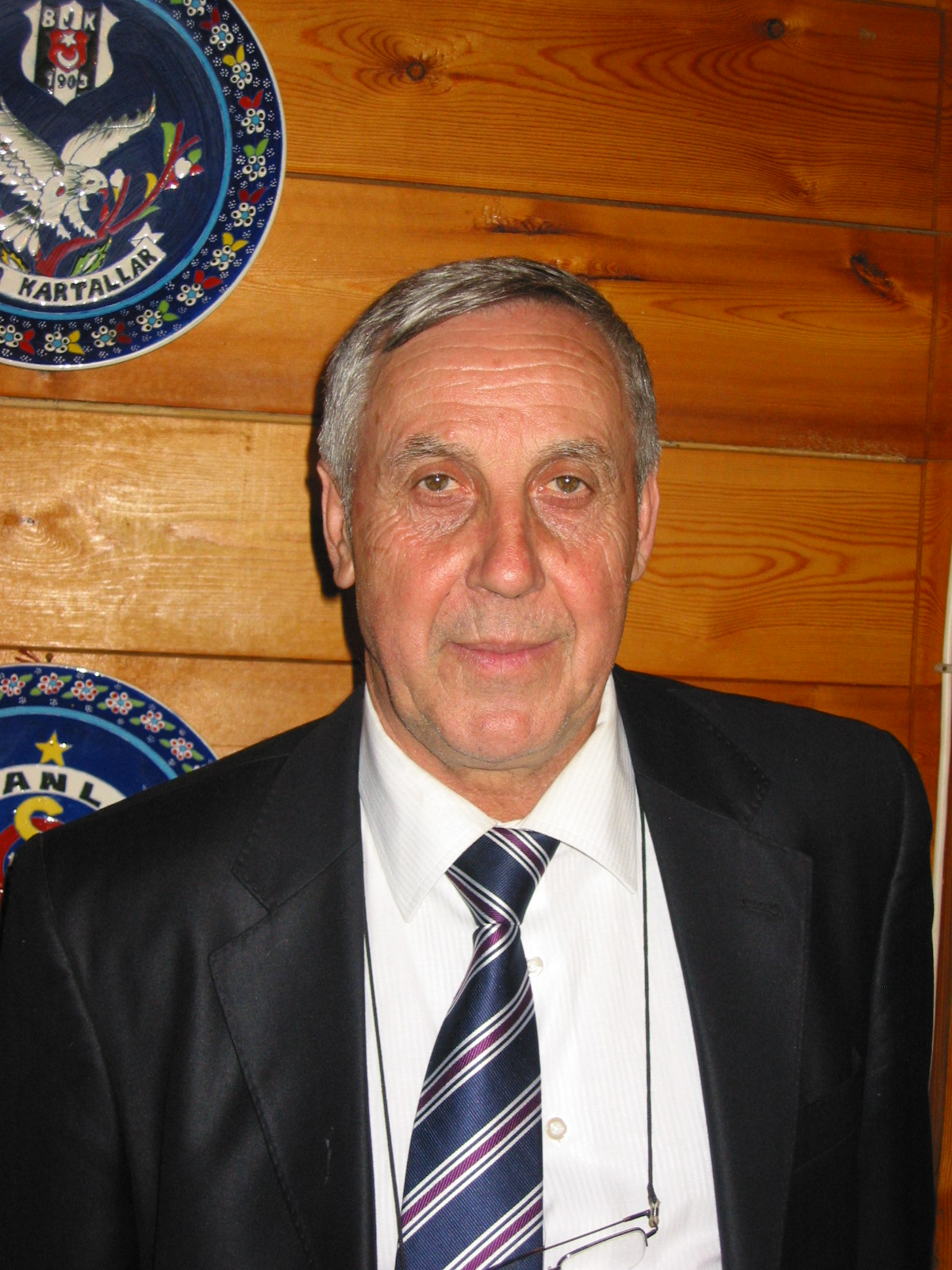
Hilmi Ibar (2011)

Hilmi Ibar (serbisch-kyrillisch Хилми Ибар, * 31. Juli 1947 in Gnjilane, FVR Jugoslawien, heute Kosovo) war Professor für Chemie an der Trakya Üniversitesi in Edirne. Er war viele Jahre Direktor des Büros Internationale Beziehungen und Dekan der Fakultät für Pädagogik an der Universität in Edirne und ist Vizepräsident im Netzwerk der Balkan-Universitäten (BAUNAS).

## Leben
Hilmi Ibar erhielt seine Ausbildung in Chemie an der Universität Priština mit Bachelordiplom 1970. Den Mastertitel in analytischer Chemie erwarb er nach einem Auslandsstudium an der Aston University, den Doktortitel an der Universität Zagreb 1978; es folgte ein Aufenthalt an der Universität Missouri–Kansas City 1984.
Ab 1974 war er Lehrbeauftragter und ab 1980 Assistenzprofessor für Chemie an der Universität Priština. 1996 nahm der den Ruf auf den Lehrstuhl für Chemie an die Trakya Üniversitesi Edirne an. Von 2005 bis 2012 war er dort Dekan für Pädagogik und organisierte zahlreiche internationale Projekte der Universität.
Seit 2014 ist Hilmi Ibar Berater von Oberbürgermeister Recep Gürkan für die internationalen Beziehungen der Stadt Edirne und von Rector Erhan Tabakoğlu für die internationalen Beziehungen der Trakya-Universität. Darüber hinaus engagiert sich Ibar im Vereinigungsprozess der BAUNAS mit dem Netzwerk der Schwarzmeer-Universitäten sowie in der Beziehungspflege griechischer, kosovarischer und türkischer Universitäten mit deutschen Hochschulen und Universitäten, wie zum Beispiel die Beziehung Istanbul Arel Üniversitesi mit der DHBW Lörrach.

## Veröffentlichungen (Auswahl)
- İbar A, KamberiB. İbar O and Ahmetİ, Determination of Gold in Pb-Zn Sulphide ores and Flotation Products using Flameless AAS. In: Bulletin of Chemist and Technologist of Kosova, Vıll, Nol, (43), pristine, Yugoslavia.1981.
- İbar AH. and Z. Krijeştorac Neutron Activation Analysis of some rare Metals in Lead and Zinc Ores. In: Açta Chimica Kosovica, Vol 7, No 1, Priştina, Yugoslavia, 1987.
- Şeren, G., Kaplan, M., ibar, H., A comparative study of human seminal plasma and blood serum trace elements in fertile and infertile men. In: Analytical Letters, 35(11), 1785–1794 (2002)
- Aktaş, Y.K., İbar, H., Preconcentration of some trace elements on bentonite modified with trioctyl phosphine oxide. In: Fresenius Environmental Bulletin (FEB), Vol. 13, No.2; 2004.
- Aktaş, Y.K., İbar, H., Extraction of Fe(III), Sb(III) and Cd(II) from hydrochloric acid solution with organic extractant in methyl isobutyl ketone. In: Journal of the Indian Chemical Society, 81, 942-945, 2004.
- Aktaş, Y.K., İbar, H., Determination of Chromium, Copper, Manganese, Nickel and Zinc by Flame Atomic Absorption Spectrometry After Separation on Bentonite Modified with Trioctylamine. In: Journal of the Indian Chemical Society, 82, 38-40,  2004.
- Yıldız KALEBAŞI AKTAŞ, Hilmi İBAR, Sorption and preconcentration of cadmium, iron and antimony on bentonite modified with trioctylamine. In: Fresenius Environmental Bulletin (FEB), Vol.14, No.11, 983-985, 2005.
- Yıldız KALEBAŞI AKTAŞ, Hilmi İBAR, The extraction of Zn(II) and Cu(II) from hydrochloric acid solutions by trioctylamine in methyl isobutyl ketone, Isoamyl acetate and diethyl ether. In: Basımda, Revue Roumaine de Chimie  Nr. 4,  277-281 2005.
- ZeynepAtay N.G. and İbar H. İnterfacial Kinetiks in Metal Extraction with Amine Organic Solutions. In: Turkish Journal of Chemistry, Voll8. No.4, 1994.